# Rocco Chinnici (film)
Rocco Chinnici - È così lieve il tuo bacio sulla fronte è un film per la televisione del 2018 diretto da Michele Soavi, ispirato alla figura e all'operato di Rocco Chinnici, magistrato palermitano assassinato nel 1983 da Cosa nostra. La sceneggiatura è tratta dal libro della figlia Caterina Chinnici È così lieve il tuo bacio sulla fronte.

## Trama
Sul finire degli anni '70, il tenace magistrato di Cassazione Rocco Chinnici si trova in prima linea per la lotta contro la criminalità organizzata in Sicilia: assistito dal giovane Paolo Borsellino, Chinnici lavora ad un'inchiesta legata al riciclaggio di denaro e ad appalti truccati, dietro i quali, insieme allo spaccio di droga, si arricchiscono le cosche mafiose di Palermo. Intanto la figlia Caterina, appena diplomata, intraprende anch'essa le orme del padre nel mondo della magistratura, e lo segue da vicino durante tutto il suo periodo di formazione.
Durante le indagini, Rocco Chinnici scopre la fitta rete del traffico di stupefacenti gestita dalla mafia dall'Italia fino agli Stati Uniti. Nella sua dimora estiva di Salemi, Chinnici e Borsellino incontrano Cesare Terranova, tornato in Sicilia per lavorare nella magistratura palermitana, che passa ai due importanti informazioni riguardanti il Clan dei Corleonesi, prossimo a salire alla ribalta per prendersi il potere, scalzando la concorrenza dei boss palermitani; la giovane Caterina fa la conoscenza del Procuratore Gaetano Costa, grande amico di Chinnici e persona integra e saggia.
Negli ambienti della magistratura la situazione non è molto semplice, e chi si espone in prima linea per la lotta alla mafia spesso rimane isolato e vulnerabile. Mentre l'inchiesta va avanti, il magistrato Terranova viene assassinato. Chinnici e i suoi colleghi capiscono che la loro vita è in pericolo, e la mafia è pronta a spingersi oltre, per fermarli. Per evitare che il lavoro di ogni magistrato possa andar perduto dopo la morte, Chinnici ha l'idea di creare una squadra di magistrati che, collaborando intensamente, possa portare avanti l'inchiesta, un pool antimafia. Ma la mafia colpisce di nuovo la magistratura: il procuratore Costa, che stava portando avanti un importante lavoro, viene barbaramente ucciso.
Dopo questo omicidio e le numerose telefonate di minaccia, Chinnici e la sua famiglia si ritrovano coinvolti in una spirale di paura e sgomento, e al magistrato viene assegnata una scorta armata. Su richiesta di Chinnici, che intanto ha preso il posto di Terranova come dirigente dell'ufficio istruttorio, entra a far parte del pool anche un amico di Borsellino: Giovanni Falcone.
I clan mafiosi iniziano una sanguinosa guerra tra loro, come già ipotizzata in passato da Terranova, e la situazione si fa sempre più difficile. Chinnici è deciso ad indagare anche in ambienti apparentemente lontani dal fenomeno mafioso, e si mette contro i fratelli Ignazio e Antonino Salvo, imprenditori collusi. Intanto, Caterina, nonostante l'opinione contraria del padre e il momento di grave pericolo, sceglie di diventare giudice a Caltanissetta.
Gli uomini della scorta scoprono che Chinnici viene pedinato persino nella sua proprietà in campagna, e il magistrato è costretto ad abbandonare l'abitazione proprio poco dopo il matrimonio della figlia. La mattina del 29 luglio 1983, dopo aver salutato la famiglia ed essersi avviato in tribunale, Rocco Chinnici rimane ucciso assieme alla scorta nell'esplosione di un'auto, carica di tritolo, parcheggiata sotto il suo palazzo. La squadra del pool continuerà il suo lavoro portando avanti la lotta alla mafia. Alla figlia Caterina verrà assegnata un'inchiesta di mafia che accetterà nel ricordo del padre, sempre in prima linea per il bene comune, anche a rischio della propria vita.
(Finale)